# 钱德拉·克劳福德
钱德拉·克劳福德（英語：Chandra Crawford，1983年11月19日—），加拿大女子越野滑雪运动员。她曾代表加拿大参加2006年、2010年和2014年冬季奥林匹克运动会越野滑雪比赛，获得一枚金牌。